# 新たな戦いの幕開け
『新たな戦いの幕開け』はHBO(日本ではスター・チャンネルが放送)のファンタジー・ドラマ・シリーズである『ゲーム・オブ・スローンズ』の第5章『竜との舞踏』の第1話である。プロデューサーでもあるデイヴィッド・ベニオフ と D・B・ワイスによって、原作『剣嵐の大地』、『乱鴉の饗宴』、『竜との舞踏』に基づいて脚本が書かれ、マイケル・スロヴィスが監督した。
サーセイが少女のころに聞いた予言が、マージェリーへの警戒心を強める。ランセルは七神正教の狂信的な一派〈雀〉に加わっている。ティリオンとヴァリスはペントスに着く。デナーリスはレジスタンスの〈ハーピーの息子たち〉に苦しめられる。ピーター・ベイリッシュとサンサは〈谷間〉を出て西に向かう。ブライエニーが二人を見かける。スタニスは〈野人〉を自軍に加えようとするが、拒否したマンス・レイダーを処刑する。

## あらすじ

### プロローグ
フラッシュバックで、少女のころのサーセイ(ネル・ウィリアムス)は友達とともに、未来を占う魔女の〈蛙のマギー〉(ジョディ・メイ)に会う。サーセイは自分の将来を占えと強要し、婚約者のレイガー・ターガリエン王子と結婚して子供が出来るか知りたがる。サーセイは王子ではなく王と結婚し、サーセイには3人の子が出来るが王には20人の子が出来るだろうとマギーは言う。サーセイの子はすべて金の王冠を戴くが、葬儀で黄金の布に覆われ、若く美しいクイーン(王妃あるいは女王)がサーセイを貶めるだろうと言う。

### キングズランディングにて
現在、サーセイ(レナ・ヘディ)はベイラー大聖堂で父タイウィン(チャールズ・ダンス)の葬儀に出る。弟のティリオンを脱獄させて父の死を招いた双子の片割れのジェイミー(ニコライ・コスター＝ワルドー)を責める。タイウィンの通夜で、サーセイは叔父のケヴァン(イアン・ゲルダー)とその息子のランセル(ユージン・サイモン)に話しかけられる。ランセルは、七神正教の中の狂信的な一派である〈雀〉の一員となっている。ランセルは二人の不倫関係と、ロバート王に狩りの前にワインを飲ませて重傷を負わせたことを詫びる。サーセイは夫の殺人の事など知らないと言い立ち去る。
マージェリー(ナタリー・ドーマー)は、兄のロラス・タイレル(フィン・ジョーンズ)とオリヴァー(ウィル・テューダー)が裸でベッドを共にしているところに来る。オリヴァーを去らせた後、もっと慎重に行動すべきだとロラスに言う。だがロラスは真剣に聞かず、自分の男色趣味は周知のことであり、タイウィンが死んだからには誰も自分とサーセイとの結婚を強いることはないという。サーセイが自分とハイガーデンに行かずキングズランディングに残るのはマージェリーにとって悪い知らせだと言う。マージェリーは、解決策があるかもしれないとほのめかす。

### ペントスにて
酔っ払い疲れ果てたティリオン(ピーター・ディンクレイジ)は、ウェスタロスから密かに出国するために入っていた箱から出される。ペントスに着き、ヴァリス(コンリース・ヒル)は、イリリオ・モパティスとともに密かにデナーリス・ターガリエンを玉座につけようと企んできたと言う。二人でミーリーンに行ってデナーリスに会うことをティリオンに承知させる。

### 奴隷商人湾にて
ミーリーンの大ピラミッドの頂上から、〈穢れなき軍団〉が黄金のハーピーの像を引きずり下ろす。後に売春宿で、〈穢れなき軍団〉の一人が、ミーリーンのレジスタンス・グループである〈ハーピーの息子たち〉によって殺される。デナーリス(エミリア・クラーク)はグレイ・ワーム(ジェイコブ・アンダーソン)に犯人を探し、〈ハーピーの息子たち〉に対する挑戦の意味を込めて犠牲者を〈美の三女神〉の神殿に埋葬することを命じる。
ヒズダール・ゾ・ロラク(ジョエル・フライ)がミーリーンに戻り、ユンカイへの旅は上手くゆき、〈賢明なる親方〉たちがかつての奴隷と主人たちからなる委員会に権力を移譲したと報告する。その代償として、〈賢明なる親方〉たちは、かつて奴隷たちが死ぬまで闘った闘技場の再開を願ったと言う。デナーリスはこれを却下する。後に、ダーリオ・ナハーリス(マイケル・ユイスマン)はデナーリスに会い、若いころ自分も闘技場で剣技を学んで〈次子〉に入る事が出来たといい、再考を促す。
デナーリスは、人を殺さないよう地下に閉じ込めた二頭のドラゴン（ヴィセーリオンとレイガル）を訪れる。だがデナーリスが近づくと二頭は敵意をむき出しにし、デナーリスは逃げ帰る。

### 〈谷〉にて
ピーター・ベイリッシュ(エイダン・ギレン)公とサンサ(ソフィー・ターナー)は、ロビン・アリン公(リノ・ファシオリ)が少年と剣の練習をして負けそうになるのを見る。サンサはベイリッシュが手紙を受け取り、すぐに隠すのを見る。ヨーン・ロイス公(ルパート・ヴァンシタート))はロビンを里子にして、闘う技を教えることを承知するが、ロビンの能力については悲観する。ベイリッシュはロイス公に、サンサと共に自分の故郷のフィンガーズに向かうと言う。だが二人は西に向かい、ラニスター家に見つからない場所にサンサを連れてゆくとベイリッシュは言う。
ポドリック・ペイン(ダニエル・ポートマン)はブライエニー(グェンドリン・クリスティー)に、スターク家の娘たちを見つけるとジェイミーに誓った事を思い出させる。だがブライエニーは、アリアが自分の保護を拒否したことに落胆する。ベイリッシュとサンサの一行が二人の側を通り過ぎる。

### 〈壁〉にて
ジョン・スノウ(キット・ハリントン)は〈冥夜の守人〉(ナイツウォッチ)の新兵を訓練し、サム(ジョン・ブラッドリー)はジリ(ハンナ・マリー)に来るべき総帥選挙の事を話す。〈野人〉を憎むアリザー・ソーン(オーウェン・ティール)が選ばれはしないかと恐れる。ジョンはメリサンドル(カリス・ファン・ハウテン)に呼ばれてスタニス・バラシオン(スティーヴン・ディレイン)と話す。スタニスは、ジョンがマンス・レイダー(キアラン・ハインズ)を説得してスタニスに忠誠を誓わせ、ルース・ボルトンから〈北部〉を取り戻すため〈野人〉がスタニスの軍に加わる事を望む。日没までにマンスを説得しなければマンスを火刑にすると言う。ジョンはマンスを説くが、自分が王に膝を屈すれば〈野人〉は従わないだろうとマンスは拒否する。夜、マンスはスタニスの前に引き出されて、膝を屈すれば助命すると言われる。だがマンスは拒否して火刑にかけられる。苦しみに堪えられず、ジョンは矢をマンスに放ってすみやかに死なせる。

## 評判

### 視聴者数
『新たな戦いの幕開け』は全米で800万人に視聴され、シリーズで最高視聴率を記録した。
さらに一週間のうちに、1010万人がビデオおよびストリーミングで視聴したため、合計で1810万人が視聴したことになる。イギリスではSky Atlanticで263万人が視聴しチャンネル最高記録を作った。最終回に次ぎ、本エピソードがシリーズ全体で二番目に高い視聴率となった。

## 参照
1. ↑  Bibel, Sara (2015年4月14日). “Sunday Cable Ratings: 'Game of Thrones' Wins Night, 'Silicon Valley', 'MTV Movie Awards', 'Mad Men', 'Veep', 'The Royals' & More”. TV by the Numbers. 2015年4月14日閲覧。
2. ↑  “アーカイブされたコピー”. 2015年9月16日時点のオリジナルよりアーカイブ。2015年7月28日閲覧。
3. ↑  http://www.barb.co.uk/whats-new/monthly-top-10?